# Jodrellia migiurtina
Jodrellia migiurtina är en grästrädsväxtart som först beskrevs av Emilio Chiovenda, och fick sitt nu gällande namn av Baijnath. Jodrellia migiurtina ingår i släktet Jodrellia och familjen grästrädsväxter. Inga underarter finns listade i Catalogue of Life.